# Crescencio José Pinelo
Crescencio José Pinelo fue un político mexicano, nacido en San Francisco de Campeche cuando esta ciudad era aún parte de Yucatán y fallecido en Mérida. Fue gobernador interino de Yucatán entre el 13 de febrero de 1853 y el 7 de agosto del mismo año.

## Datos históricos
Crescencio Pinelo perteneció al grupo político de Miguel Barbachano, quien representó los intereses de Mérida, Yucatán frente a los de Campeche que fueron representados por el grupo de Santiago Méndez Ibarra, durante los conflictivos años previos a la escisión del estado de Yucatán por la separación de Campeche y al principio de la denominada guerra de castas, que se escenificó en la península de Yucatán desde 1847 hasta 1901.
A principios de 1853. durante un periodo corto de menos de seis meses, asumió el mando político en Yucatán como gobernador interino sustituyendo a Miguel Barbachano. Entregó la gubernatura a Rómulo Díaz de la Vega, que fue designado por el presidente Antonio López de Santa Anna quien había regresado al poder y ejercía sus últimos tiempos como jefe político del país.